# Miguel Ángel López (piłkarz)
Miguel Ángel „Zurdo” López Elhall (ur. 1 marca 1942 w Ticino, zm. 7 lipca 2025) – argentyński piłkarz występujący na pozycji obrońcy, reprezentant Argentyny, trener piłkarski.